# ون لیر (مریلند)
ون لیر، مریلند (به انگلیسی: Van Lear, Maryland) یک منطقهٔ مسکونی در ایالات متحده آمریکا است که در شهرستان واشینگتن واقع شده‌است.

## خصوصیات
ون لیر ۷٫۷۷ کیلومترمربع مساحت و ۳٬۰۰۰ نفر جمعیت دارد و ۱۶۴ متر بالاتر از سطح دریا واقع شده‌است.